# St. Michael (Igenhausen)

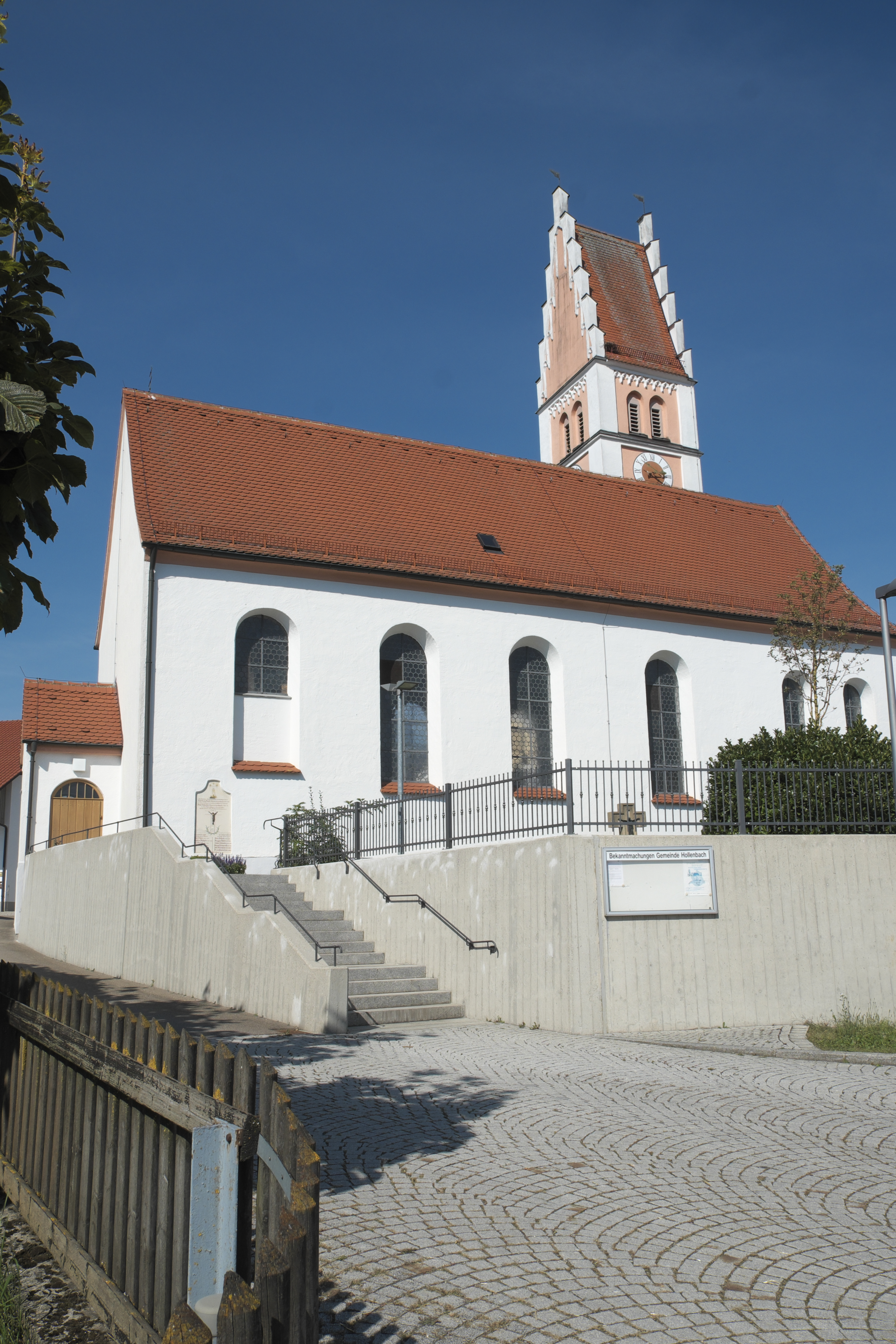
Pfarrkirche St. Michael

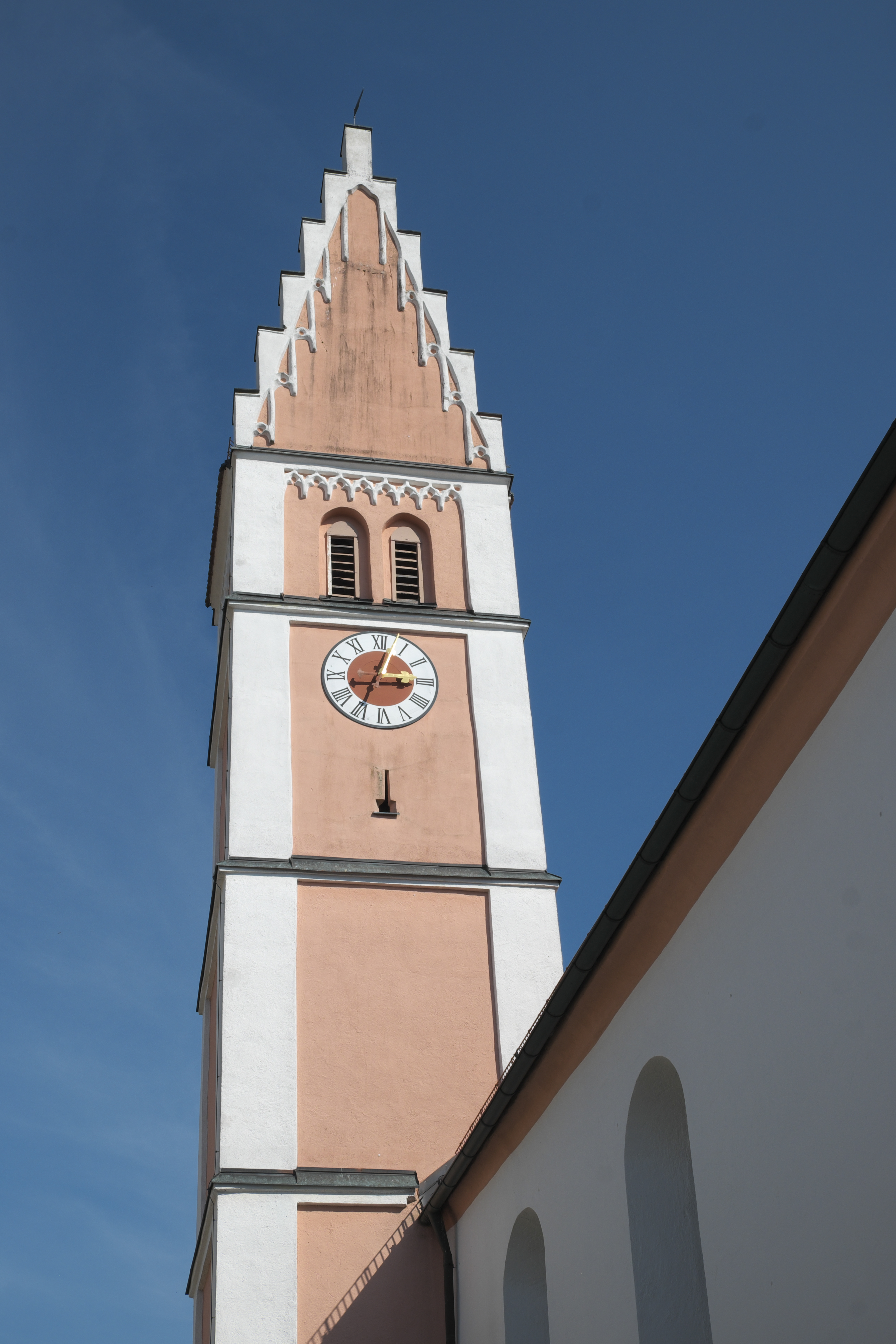
Glockenturm

Die katholische Pfarrkirche St. Michael ist ein Baudenkmal in Igenhausen, einem Ortsteil von Hollenbach im Landkreis Aichach-Friedberg im bayerischen Regierungsbezirk Schwaben.

## Geschichte
Der Ort Hügenhausen wird das erste Mal 1100 urkundlich erwähnt. Chor und Turm der Kirche datieren auf die erste Hälfte des 16. Jahrhunderts, wohingegen das Langhaus Mitte des 18. Jahrhunderts entstand. Der Teil mit der Empore wurde 1846 ergänzt. Die ursprünglichen Glocken aus der ersten Hälfte des 16. Jahrhunderts wurden im Ersten Weltkrieg eingeschmolzen; die heutigen sind aus den Jahren 1926 und 1950. Im Zuge einer Renovierung 1970 wurde ein Volksaltar aufgestellt. Dieser ist bei einer weiteren Renovierung des Innenraums 1981/82 erneuert worden. Die beiden Seitenaltäre, welche zwischenzeitlich als Leihgabe in anderen Kirchen standen, wurden 2000 zurückgeführt und renoviert.

## Baubeschreibung
St. Michael ist ein flachgedeckter Saalbau mit eingezogenem Chor. Der nördliche Satteldachturm ist 27,5 Meter hoch und hat abgetreppte, durch Maßwerkfriese gegliederte Giebel.

## Wand- und Deckenmalereien

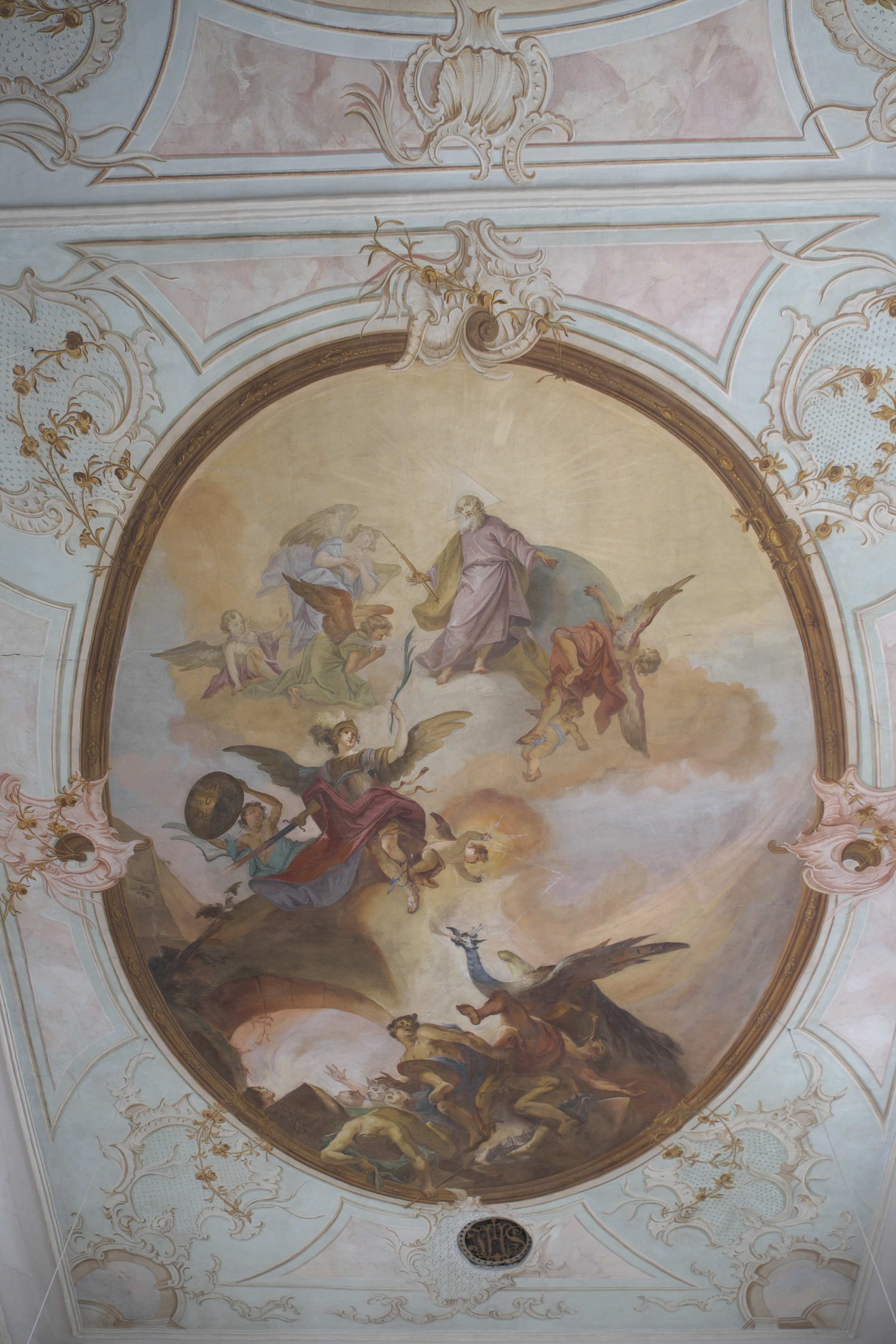
Langhausfresko

Die Deckenfresken von 1756 sind von Ignaz Paur. Es ist im Chor die Erscheinung des heiligen Michael am Monte Gargano dargestellt und im Langhaus der Kampf des Erzengels mit Satan.
An der Südwand sieht man einen gemalten Baldachin mit Putten hinter einem Kruzifix und einer Mater Dolorosa. Die Brustbilder der Apostel Matthäus und Matthias an den Apostelleuchtern stammen vermutlich von einem anderen Künstler.
Das Deckenbild über der Westempore mit der Darstellung der heiligen Cäcilia wurde 1953 von Michel P. Weingartner ausgeführt.

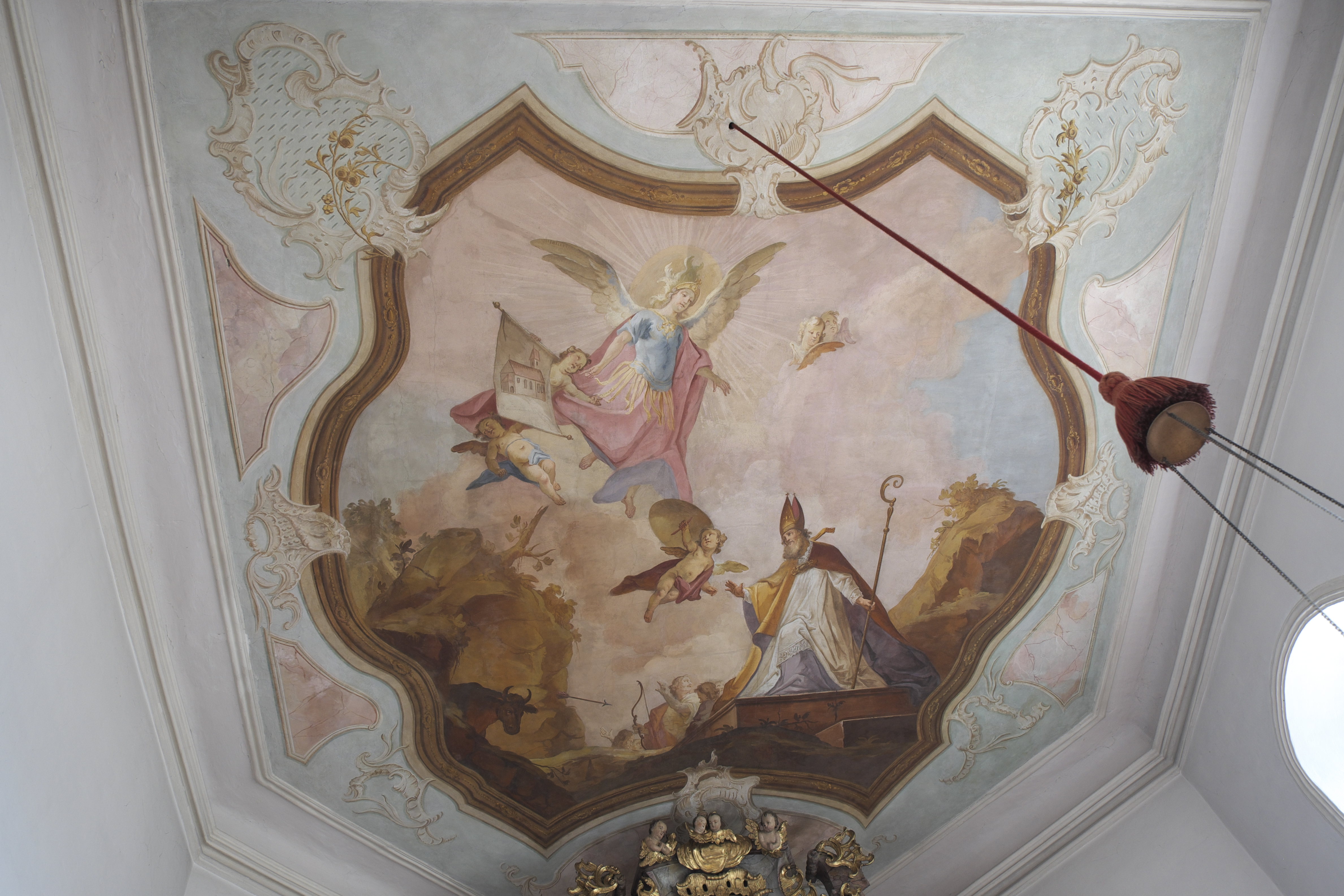
Chorfresko
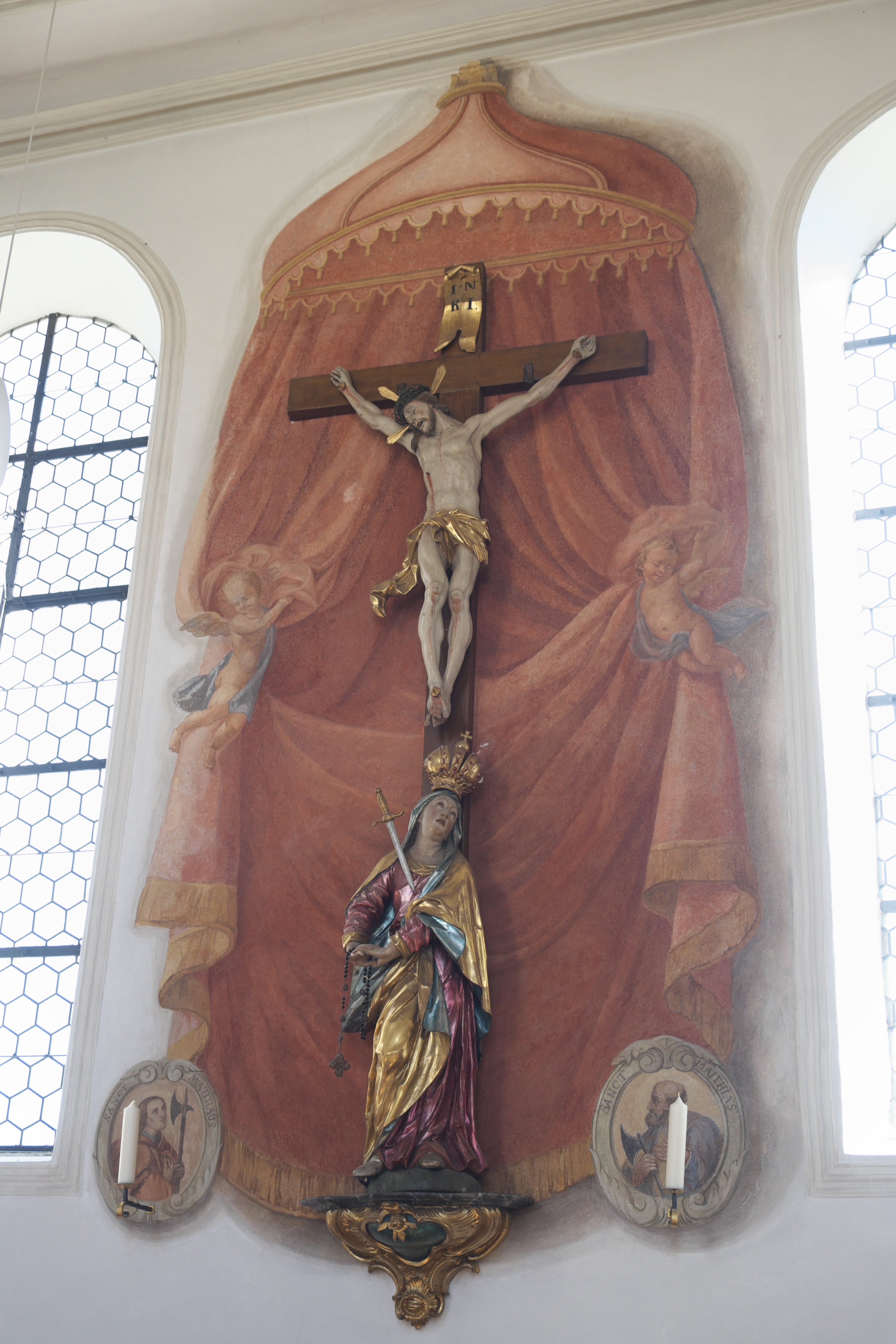
Baldachin mit Kruzifix und Mater dolorosa
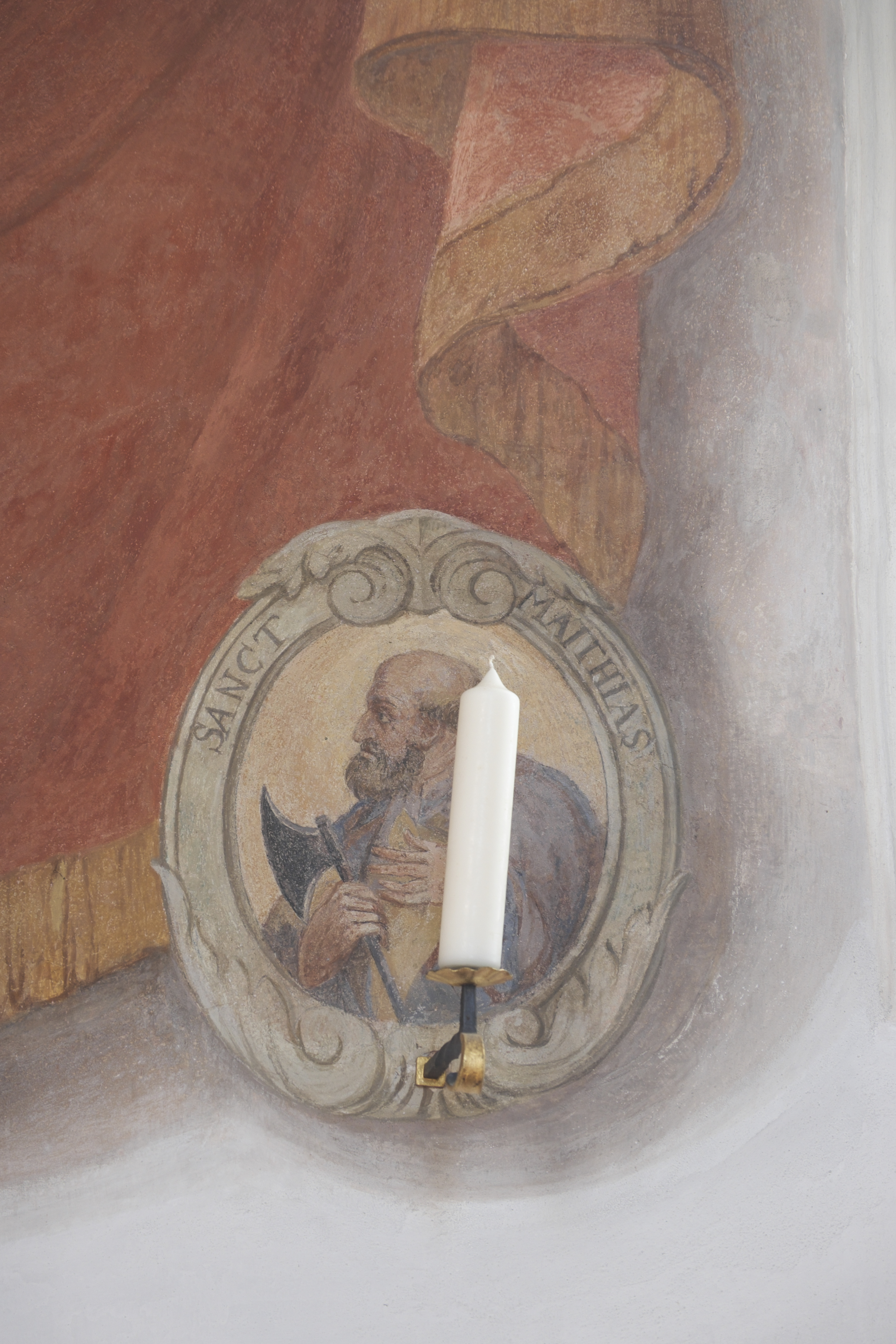
Apostel Matthias

## Ausstattung

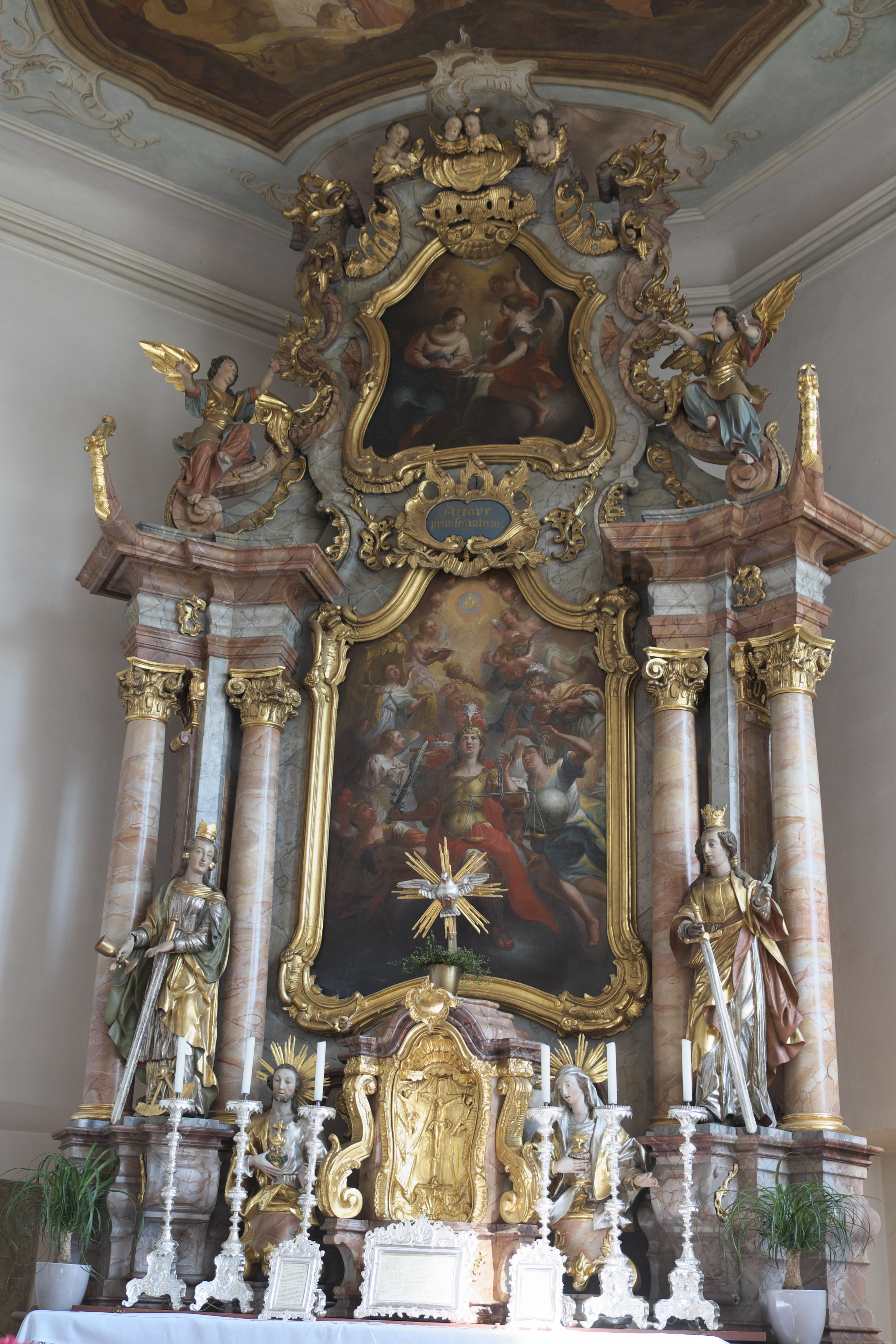
Hochaltar

Der Hochaltar, wie die Seitenaltäre und die Kanzel von 1750/60, zeigt den heiligen Michael und im Auszug Mariä Verkündigung. Die Gemälde stammen vermutlich aus der Hand von Ignaz Baldauf. Die Figuren der Heiligen Katharina und Barbara sind aus dem Anfang des 18. Jahrhunderts. Die Altarblätter der Seitenaltäre, links der Erzengel Raphael mit Tobias, rechts ein Schutzengel, wurden 1760 von Ignaz Paur gemalt. Die Pietà in der Predella des rechten Seitenaltars stammt wie die Figur des heiligen Sebastian aus der zweiten Hälfte des 15. Jahrhunderts. Die Kreuzigungsgruppe ist um 1510/20 entstanden.

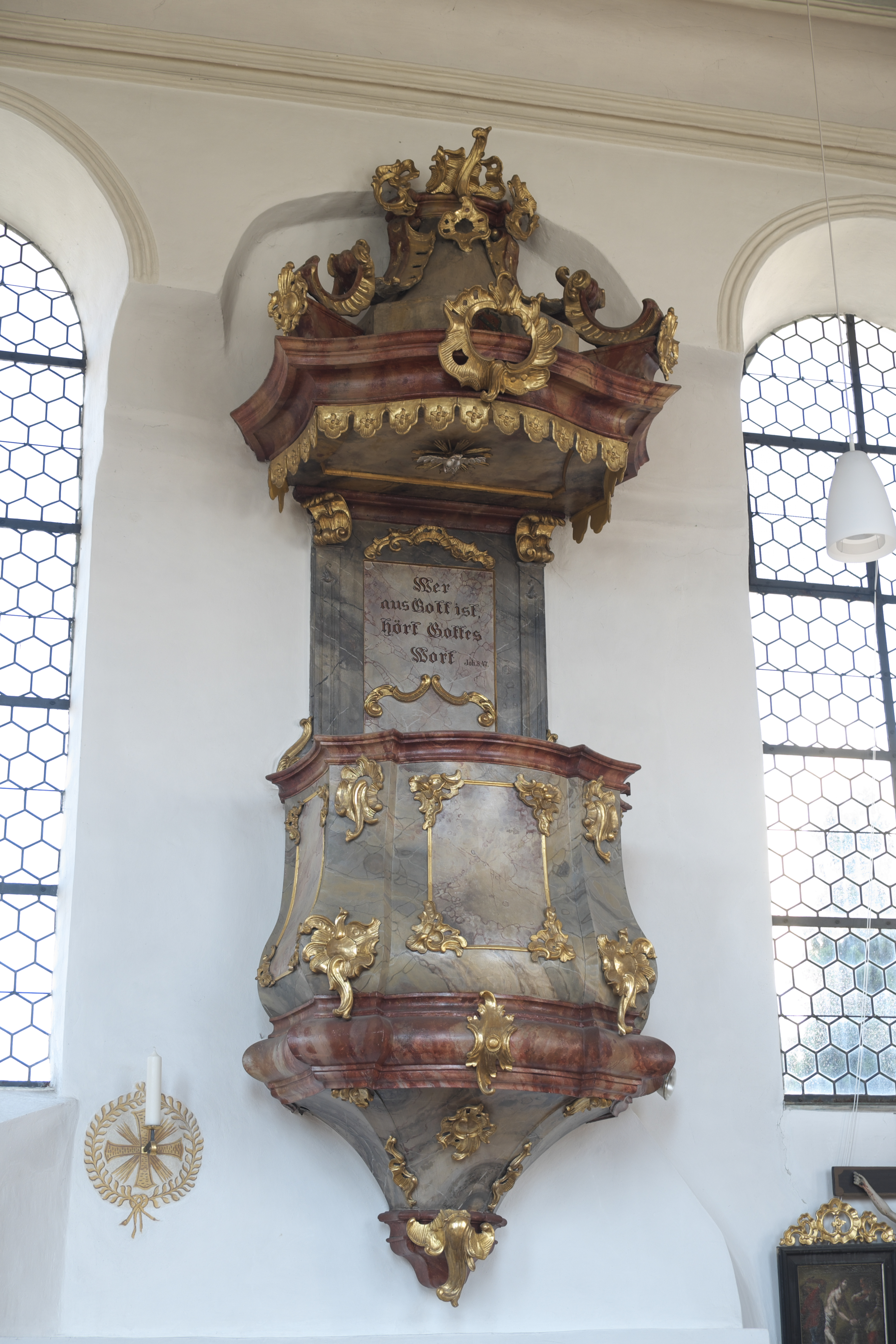
Kanzel
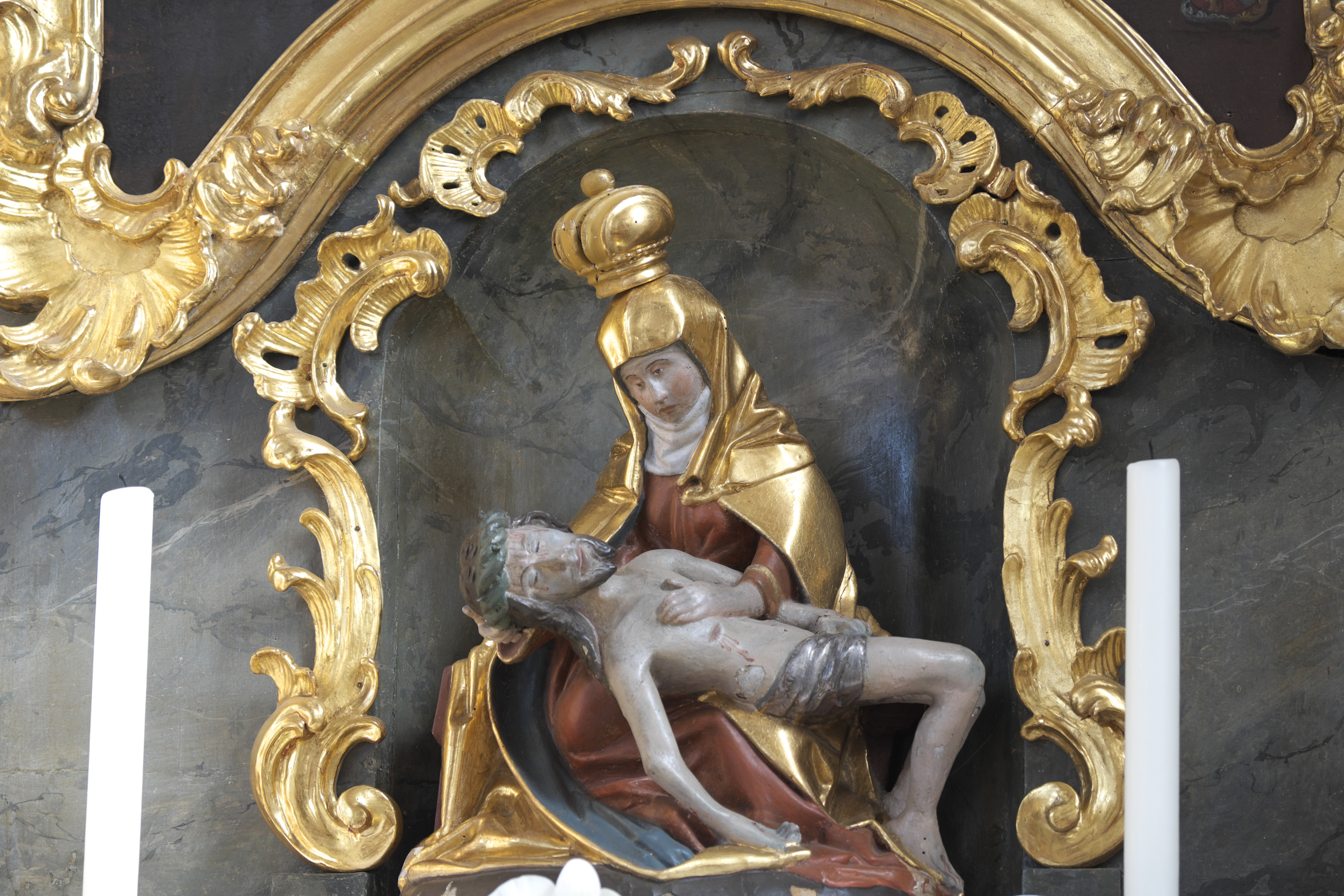
Pietà aus der zweiten Hälfte des 15. Jahrhunderts
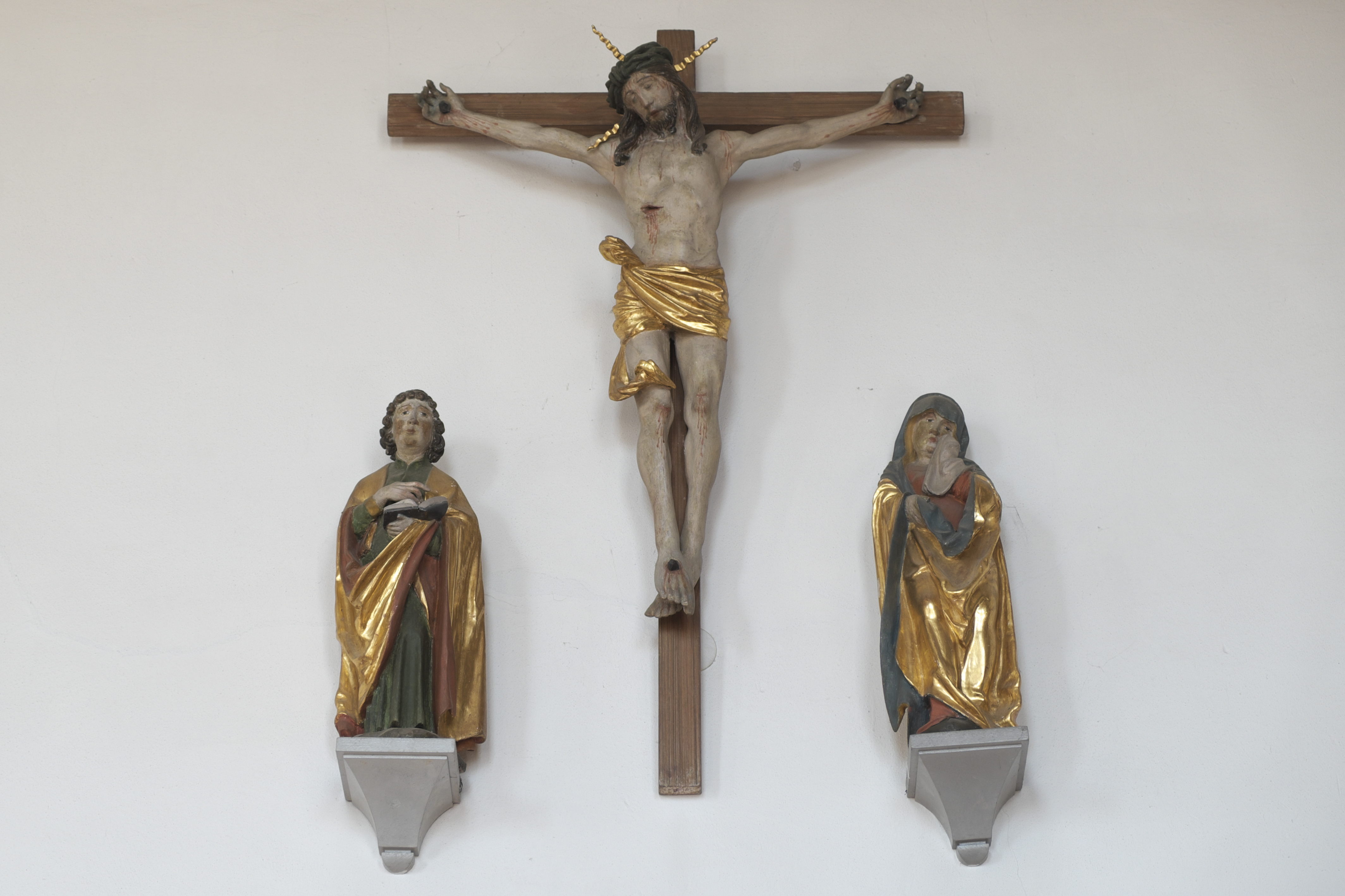
Kreuzigungsgruppe, um 1510/20